# Андре Клаво
Андре́ Клаво́ (фр. André Claveau, 17 грудня 1911, Париж — 4 липня 2003, Брассак) — французький співак та кіноактор. Переможець пісенного конкурсу Євробачення 1958 року (пісня «Dors, mon amour»).
Андре Клаво також знімався у кінострічках. Найпопулярнішими фільмами за участю актора були «Немає відпустки для пана мера» та «Восьме мистецтво та манера» (у фільмах також грав Луї де Фюнес).